# I denti lunghi
I denti lunghi (Les dents longues) è un film del 1953 diretto da Daniel Gélin.